# Битва при Вуйе
Битва при Вуйе (битва при Пуатье, битва на Богладском поле) произошла весной 507 года у селения Вуйе (вблизи Пуатье). В результате битвы франкско-бургундское войско во главе с Хлодвигом I нанесло поражение войску вестготского короля Алариха II. Основной эпизод вестгото-франкской войны 507—509 годов.

## Описание

### Исторические источники
Основным нарративным источником о битве при Вуйе является «История франков» Григория Турского. Упоминания об этом событии содержатся также и в других раннесредневековых хрониках (например, в «Сарагосской хронике», «Галльской хронике 511 года», хронике Марцеллина Комита, «Войне с готами» Прокопия Кесарийского, «Истории готов, вандалов и свевов» Исидора Севильского и «Римской истории» Павла Диакона). Дополнительные сведения об обстоятельствах вестгото-франкской войны 507—509 годов сохранились в собрании писем, принадлежавшем италийскому государственному деятелю Магну Аврелию Кассиодору.

### Предыстория
После того как в результате победы при Суассоне к Франкскому государству были присоединены земли к северу от реки Луары, владения короля Хлодвига I вошли в непосредственное соприкосновение с Вестготским королевством. Это привело в последнее десятилетие V века к нескольким вестгото-франкским военным конфликтам.
В первые годы VI века в западных землях бывшей Римской империи сложились два противостоявших друг другу блока: франкско-бургундо-византийский союз Хлодвига I, Гундобада и Анастасия I, и вестгото-остготский союз Алариха II и Теодориха Великого. Несмотря на предпринимавшиеся Теодорихом усилия сохранить мир в Галлии, весной 507 года франкско-бургундское войско переправилось через Луару и вторглось во владения вестготов. В это же время византийцы совершили нападение на принадлежавший остготам Таранто, что не позволило королю Теодориху Великому своевременно оказать военную помощь своим союзникам вестготам.

### Битва

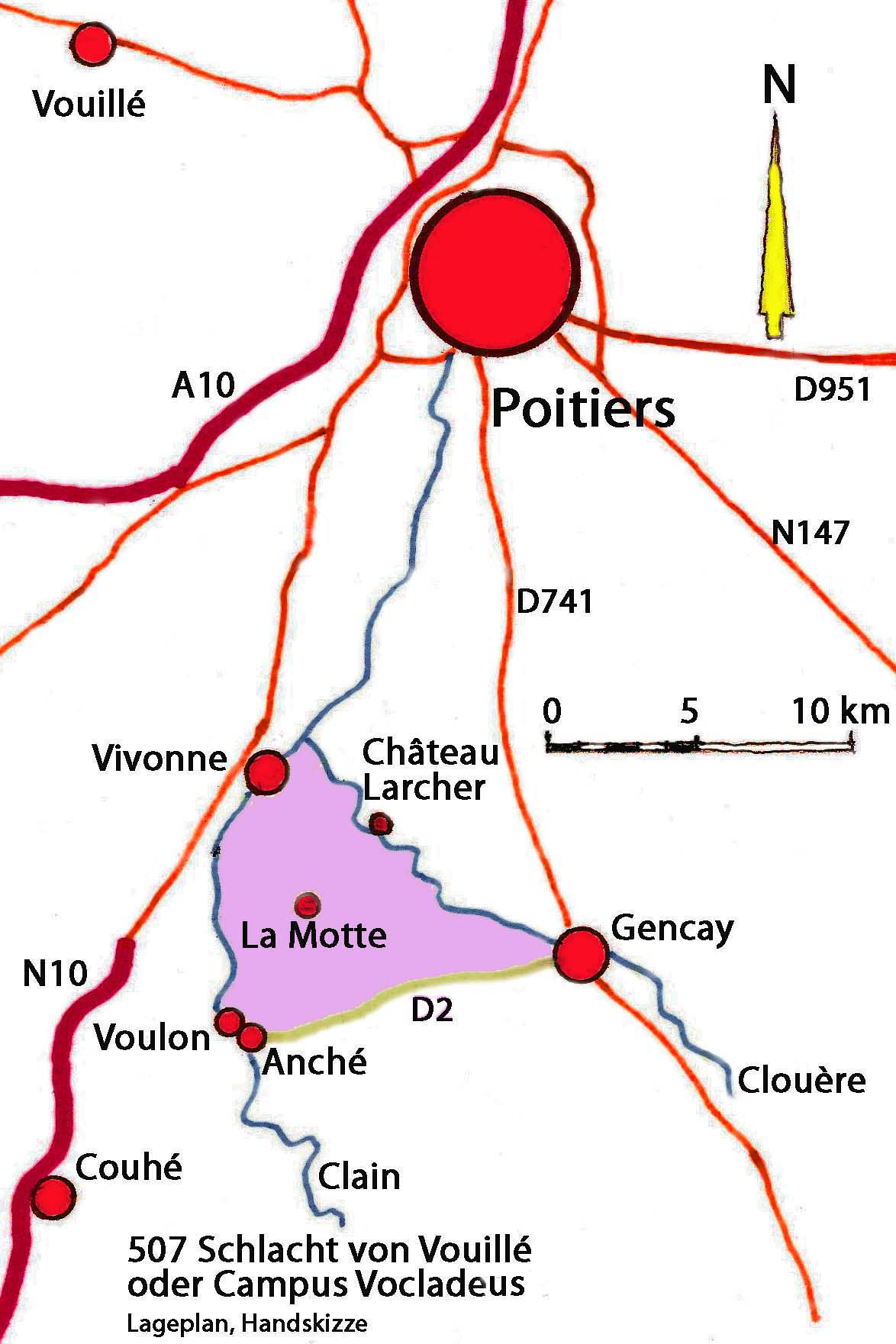
Предположительное место битвы при Вуйе

Во главе франков стоял сам Хлодвиг I, сопровождаемый Теодорихом, одним из своих сыновей, и Хлодерихом, сыном короля рипуариев Сигиберта Хромого; отряды бургундов возглавляли сыновья короля Гундобада Сигизмунд и Годомар. Значительная часть галло-римского населения (в первую очередь, галльское духовенство) выказывала симпатии своему единоверцу Хлодвигу, меньшая часть предпочла сохранить верность арианину Алариху II.
Пройдя через Тур, франкско-бургундское войско прибыло в окрестности Пуатье. Им навстречу из Тулузы выступило вестготское войско. Противники сошлись в битве у местечка, называемого в средневековых источниках Campus Vocladeus. О том, какой из современных населённых пунктов имеется в виду под этим названием, между историками идут дискуссии. Наиболее распространёнными теориями являются предположения о том, что это или селение Вуйе, расположенное в 17 километрах к северо-западу от Пуатье, или селение Шато-Ларше, расположенное к югу от города и в средневековье известное под названием Боглад. В окрестностях второго из них находится ряд мест, которые историки связывают с некоторыми обстоятельствами битвы: несколько топонимов, в которых упоминается лань, чудесным образом показавшая франкам место брода через Вьенну, и массовое захоронение воинов, возможно, погибших во время битвы.

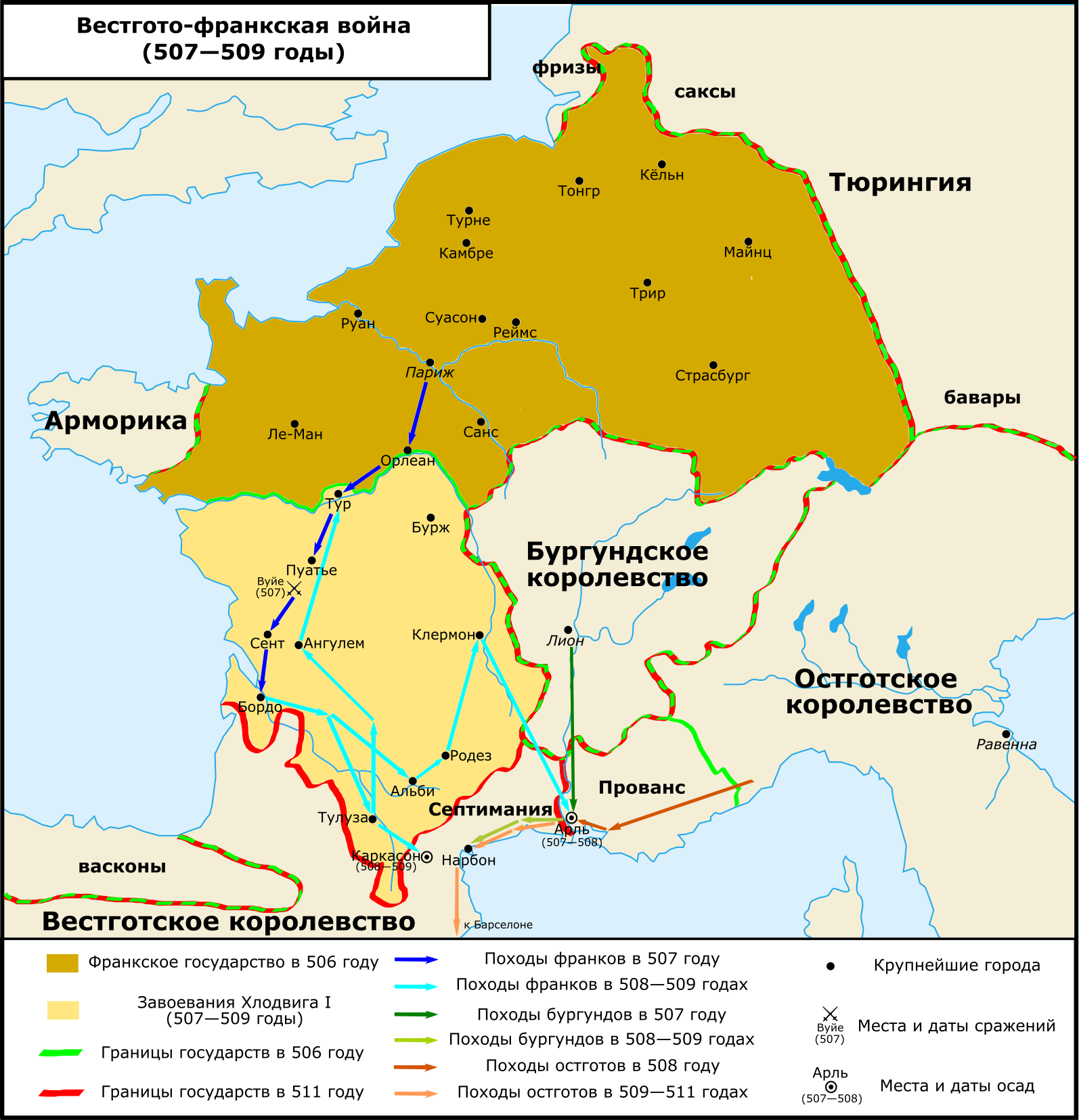
Вестгото-франкская война (507—509)

По свидетельству Григория Турского, хотя вестготы и имели численное преимущество над франками, Аларих II опасался вступать в битву, зная, что бо́льшая часть его войска состояла не из воинов, а из мобилизованных на войну поселенцев. Однако из-за уговоров приближённых он решился дать бой. Сражение было долгим и кровопролитным. Вероятно, вестготская конница безуспешно пыталась опрокинуть строй франкской пехоты, но после того как Аларих II пал от руки короля Хлодвига I, войско вестготов дрогнуло и обратилось в бегство. Сам Хлодвиг получил во время битвы ранение, но он остался жив, «благодаря панцирю и быстрому коню».
Возможно, поражению Алариха II способствовало предательство некоторых знатных вестготов. В то же время известно, что некоторые из галло-римлян, например клермонцы во главе с Аполлинарием, сыном Сидония Аполлинария, до конца остались верны правителю вестготов, и бо́льшая часть их погибла на поле боя. Современные историки считают, что поражение вестготов было обусловлено военным превосходством франкской пехоты над вестготской конницей.

### Итоги
Тяжёлое поражение при Вуйе и гибель короля Алариха II привели к полной дезорганизации вестготских сил в Галлии. Это положило конец существованию так называемого Тулузского королевства вестготов. В течение ближайшего года почти все земли Галлии, находившиеся между Луарой и Пиренеями, оказалась во власти франков и их союзников бургундов. Несмотря на эти успехи в некоторых местностях, вестготы смогли оказать серьёзное сопротивление завоевателям. В том числе, в Провансе франки и бургунды в 507—508 годах безуспешно осаждали Арль, в Септимании отпор франкам организовал незаконнорождённый сын короля Алариха II Гезалех, а Тулуза и Каркасон были взяты после осад. Возможно, успех Хлодвига I был бы ещё больше, если бы в конфликт в 508 году не вмешался король Теодорих Великий, оказавший успешную военную помощь новому правителю вестготов, своему внуку Амалариху.